# ゴルジ細胞
ゴルジ細胞 (ゴルジさいぼう、英: Golgi cell) は、小脳の顆粒層に存在する介在ニューロンのことである。
籠細胞・星状細胞と同様に抑制性の神経細胞であり、神経伝達物質としてGABA (γ-アミノ酪酸)が使われる。

## 構造
ゴルジ細胞の細胞体は顆粒層に存在するが、樹状突起を分子層に伸ばし、軸索は顆粒層で分岐し多くの顆粒細胞に抑制性シナプスを形成する。またゴルジ細胞は、顆粒細胞を起点とする平行線維や苔状線維から興奮性の入力を受け取るので、平行線維/苔状線維→ゴルジ細胞→顆粒細胞の順に回路が形成され、フィードフォワードおよびフィードバック抑制が可能になる。

## 化学的性質
ゴルジ細胞の神経伝達物質であるGABAは、顆粒細胞上のα-6含有GABAA受容体の持続的な活性化によって、シナプス後部コンダクタンスが生成される。これらの高親和性受容体は、顆粒細胞のシナプス・シナプス外に存在している。シナプス受容体は約20~30msの持続時間の一過性収縮を媒介するが、シナプス外受容体は約200msの持続性抑制を媒介し、シナプスの流出によって活性化される。
またGABAは苔状線維末端のシナプスに位置するGABAB受容体に作用している。これらは温度と周波数に依存して苔状線維から発生している興奮性シナプス後電位（Excitatory postsynaptic potential: EPSP）を阻害している。高い苔状発火周波数 (10Hz) では、誘発されたEPSCのシナプスにあるGABAB受容体に作用するGABAの影響はないが、低い発火周波数 (1Hz) では、GABAはこれらのシナプスにあるGABAB受容体を介してEPSCに影響を及ぼしている。

## 経緯
ゴルジ細胞のフィードバック抑制を可能にするという性質は、ゴルジ細胞を選択的に欠損することのできるミュータントマウスの開発により実験的に解析された。このミュータントマウスは、ゴルジ細胞を選択的にヒトのIL2受容体サブユニット（マウスでは何のはたらきもしない）を発現させたもので、このIL2受容体サブユニットに対する抗体に細胞毒を結合したものを小脳に投与すると、IL2受容体サブユニットを発現したゴルジ細胞を特異的に死滅させることができる。ゴルジ細胞を死滅させると、顆粒層の抑制がなくなり、マウスは重篤な運動障害を示すが、運動障害はその後数日中に軽くなる。運動障害が軽くなった時期には、顆粒細胞のNMDA受容体の働きが低下している。 顆粒細胞の活動も興奮性入力と抑制性入力のバランスで決まると考えられるが、抑制性入力がなくなった時には、何らかのメカニズムで興奮性の応答に寄与するNMDA受容体のはたらきが低下し、顆粒細胞の活動レベルが調整され、それが運動障害の軽減につながったのではないかと推測される。